# Mondragon
Mondragon – miejscowość i gmina we Francji, w regionie Prowansja-Alpy-Lazurowe Wybrzeże, w departamencie Vaucluse.
Według danych na rok 1990 gminę zamieszkiwało 3118 osób, a gęstość zaludnienia wynosiła 77 osób/km² (wśród 963 gmin regionu Prowansja-Alpy-W. Lazurowe Mondragon plasuje się na 195. miejscu pod względem liczby ludności, natomiast pod względem powierzchni na miejscu 206.).